# Desmodium cuspidatum
Desmodium cuspidatum là một loài thực vật có hoa trong họ Đậu. Loài này được (Willd.) Loudon miêu tả khoa học đầu tiên.